# Gauberte Fabricio de Vagad
Gauberte Fabricio de Vagad, conocido también como Gauberto Fabricio o Gualberto Fabricio (Zaragoza, siglo XV), fue un historiador aragonés y el primero de los grandes cronistas del Reino de Aragón.

## Biografía
Vagad fue alférez de Juan de Aragón, monje cisterciense zaragozano del siglo XV. De su vida se sabe que hacia 1459 estaba en Italia. Vivió gran parte de su vida en el monasterio zaragozano de Santa María de Santa Fe y parece que también en San Juan de la Peña.
Juan II de Aragón lo nombró cronista real el 14 de julio de 1466. El rey Fernando el Católico, lo nombró cronista mayor del reino, según relata Vagad mismo en la Crónica. Se suele considerar antecesor directo de Zurita, puesto que escribió su crónica a petición de los diputados de la Corona. No se considera cronista oficial del Reino puesto que cargo de cronista era de iniciativa real hasta que las Cortes de Monzón de 1547 lo instituyeron como oficio del Reino, siendo Zurita el primero en ocuparlo.
A menudo se le considera el primer historiador del Reino de Aragón por su Crónica de Aragón publicada en 1499. Se cuenta entre los intelectuales que se reunían en torno al editor Pablo Hurus, entre los que estaban Martín García, Gonzalo García de Santa María, Andrés de Li, Martín Martínez de Ampiés y Antonio Geraldini, este último, entre otras figuras italianas.

## Obra
Su obra más importante es la Crónica de Aragón que revisa la historia de Aragón desde la fundación de legendario Reino de Sobrarbe (724) hasta la muerte de Alfonso V (1458). La obra fue bien recibida por Gonzalo García de Santa María y otros eruditos, con la excepción de Juan de Molina, que criticó la traducción al castellano de Lucio Marineo Sículo.
Entre las fuentes que empleó para escribir la crónica se encuentran los grandes archivos monásticos aragoneses como los de San Juan de la Peña, San Victorián, Poblet y Montearagón y otros archivos de la Corona de Aragón como el de Barcelona. Aunque trabajó con fuentes originales, metió en su obra opiniones personales y relatos fantásticos. En asuntos internacionales, Vagad era partidario español y ese sesgo es visible en la obra: consideraba al emperador Maximiliano I como español y al legendario conde Don Julian italiano. En asuntos peninsulares su sesgo proaragonés era evidente cuando devalúa la conquista de Valencia del héroe popular castellano El Cid (1094), con respecto a la conquista de la misma ciudad por el rey Jaime I el Conquistador (1236). La obra contiene tres prólogos. En el primero da grandes alabanzas a España, en la tradición de los Laus Spaniae de San Isidoro de Sevilla; en el segundo, arguye desde la historia la preeminencia de Aragón sobre los reinos de la Península ibérica; en el tercero defiende Zaragoza como ciudad capital de España. Preocupado por el estilo, su narrativa se interrumpe frecuentemente en largos y banales argumentos. Eduard Fueter, el estudioso suizo de la historiografía universal, que la crónica de Vagad contiene los «tímidos gérmenes de crítica de la tradición medieval».
Según Latassa, también fue autor de un tratado de poesía y de un compendio de poesía.

### Publicaciones
- Crónica de Aragón (1499, Zaragoza) Pablo Hurus[3]
- Corónica de Aragón (1996; edición facsímil)[3]